# Ratlam
För andra betydelser, se Ratlam (olika betydelser).
Ratlam är en stad i den indiska delstaten Madhya Pradesh och är centralort i ett distrikt med samma namn. Folkmängden uppgick till cirka 265 000 invånare vid folkräkningen 2011. Storstadsområdet beräknades ha lite mer än 300 000 invånare 2018. Ratlam var förr huvudstad i en vasallstat med samma namn i brittiska Indien.